# 原史時代
原史時代（げんしじだい、英: Protohistory）とは、同時代における文献・伝承が断片的にまたは痕跡的に存在するが、それのみで当該時期における人類の過去を十分に知ることが不可能な時代をいう。先史時代および歴史時代に対応する時代概念であり、日本語における同音の原始時代と混同されやすいが別物である。

## 日本
日本では古墳時代（特に中国の歴史文献における記述がなく、ヤマト王権の成立過程などが把握しづらい前期「空白の4世紀」）がこれに該当するとされ、初期古代国家・日本文化発端期にあたる弥生時代も含まれるとする説もある。ただし、文献の遺存の有無や多少に基づいて時代区分を行う考え方には批判もあり、研究者の間でもこの呼称の使用に関しては意見が分かれている。